# Erythroxylum loretense
Erythroxylum loretense är en tvåhjärtbladig växtart som beskrevs av T. Plowman. Erythroxylum loretense ingår i släktet Erythroxylum och familjen Erythroxylaceae. Inga underarter finns listade i Catalogue of Life.